# Cosmosoma seraphina
Cosmosoma seraphina är en fjärilsart som beskrevs av Herrich-Schäffer 1854. Cosmosoma seraphina ingår i släktet Cosmosoma och familjen björnspinnare. Inga underarter finns listade i Catalogue of Life.